# 炎の料理人クッキングファイター好
『炎の料理人クッキングファイター好』（ほのおのりょうりにんクッキングファイターハオ）は、日本一ソフトウェアより1998年5月21日に発売されたPlayStation用ゲームソフト。2015年4月30日よりゲームアーカイブスにて配信開始。2025年3月27日にはSteamにおいてリマスター版が発売された。

## 概要
超龍厨士（クッキングファイター）ハオの戦いを描くアクションゲーム。プレイヤーは主人公ハオとなり、「白い髪の女」を狙う味魔王一味の料理人と対決していく。シナリオは『美少女花札紀行 みちのく秘湯恋物語』や『久遠の絆』の加藤直樹が手掛けている。
ゲームとしてはフィールド上の食材を攻撃して料理を作り、相手との得点を競い合う内容となっている。しかしストーリーの大半はイベントシーンであり、プレイヤーが操作する場面は少ない。
徹頭徹尾熱いノリとシュールな展開、パロディが特徴の作品であり、企画・プロデューサーの新川宗平も「社員でもその話題には触れない」「ちょっと悪ノリしすぎたかも（笑）」と語っている。

## 料理対決
相手の料理人と戦うパート。2Dマップ上には豚や鶏などの食材が歩いており、これらを攻撃し、気絶させることで調理が可能になる。気絶した食材に対して「仕上げ技」を使用することで料理が完成し、出来上がる料理はキャラクター毎の仕上げ技と食材に応じて変化する。同じ技、食材でも出来上がる料理は複数存在する。全ての食材が調理されると対決終了となり、料理の総合得点で勝敗が決まる。食材以外にも野菜などの「サブ食材」も存在し、相性の良いサブ食材を食材に当てることで点数を上げることができる。しかしサブ食材を当ててもこれと言った演出は入らず、相性が良かったのか否かの判断材料は無い。また、作った料理の名前は結果発表画面の一覧で初めて表示され、あとはアルバムモードで参照するしかない。ストーリーモードで引き分けの場合はプレイヤー側の勝利となる。
主人公や敵にも体力ゲージが存在する。食材の反撃や相手の攻撃を受けると減少し、時間と共に回復する。ゼロになると一定時間気絶し、作った料理を一品失う。対戦相手に気絶させられた場合は料理を奪われる。従って、自分で料理を作らずとも相手から奪うだけで勝負に勝つ、という料理対決を根底から覆すようなこともできてしまう（料理は奪った側の対応する料理に変化する）。また、気絶した食材は双方とも料理可能であり、気絶させた食材の横取りも発生する。
ストーリーモードで勝負に勝つと、自分の所持する料理の最も点数の高い一品の熱い解説が始まる。この解説は鰻料理を除く、主人公ハオが作る料理全てに個別のものが用意されている。基本的に対戦相手が主人公の料理を食べて解説するが、奪った料理も対象であるため、自分で作った料理をさも主人公の料理であるかのように絶賛（自画自賛）することも往々にしてある。ストーリーの都合上、鰻料理のみはヒロインのクミンが作る料理が対象となっている。
この「料理を奪えること」と、「奪った料理を対戦相手が絶賛すること」という珍妙な仕様について、新川は後年「このゲームに整合性とか、必要性とか、そういう、ちゃんとしたものを求めますか？（笑）このゲームを遊ぶには大らかな気持ちとか温かい目とか、そういう心構えが大事なわけですね。そういう優しさを持った方に遊んでいただけると嬉しいです」と語っている。
フリー対戦モードでは食材や操作キャラクターを自由に選択して勝負が可能。ただし、料理解説は無い。ストーリーモード、フリー対戦モード問わず一度作った料理はアルバムモードにて説明文の閲覧、およびハオの料理に限り料理解説（前述の通り、鰻料理はクミンのもの）の音声が再生可能。基本的に各料理は名前と解説のみで見た目は不明だが、必殺仕上げ技で作れる料理に限り画像が用意されている。

### 仕上げ技
〇ボタンを押している間は仕上げ技カウンターが表示される。その状態で十字キーを時計回りに回すことで仕上げ技を選択し、〇ボタンと十字キーを放した時点での仕上げ技が発動する。仕上げ技はキャラクター毎に全て個別のものが用意されている。
炒（チャオ）
中華の基本。炒め物を作るための技。
炸（ツァー）
揚げ物を作るための技。
蒸（ジョン）
蒸し物を作るための技。
湯（タン）
スープを作るための技。
包（パオ）
餃子や焼売などの包み物を作るための技。
必殺仕上げ技
仕上げ技カウンターを2回転させることで発動する必殺技。

## ストーリー
舞台は中国のどこかの地方。人々が不作に悩まされる中、それに追い打ちを掛けるように「味魔王」と名乗る者が率いる一味が「白い髪の女」を強引に連れ去る事件が多発していた。料理店の店主・オヤジは白い髪の妻を介護しつつ店を営んでいたが、ある日、味魔王の手下を名乗る男に店を襲われる。痺れ薬を盛られ窮地に陥るオヤジだったが、謎の若き料理人に救われる。彼の名はハオ。味魔王の息子にして、「炎」の称号を持つ「超龍厨士」であった。
ハオは母を殺した父と兄を倒すべく旅をしており、ある料理店で白い髪の少女クミンと出会う。病に伏せるクミンの母のために薬膳料理を作ろうとするハオだったが、彼の前に顔を隠した味魔王が現れ、ハオを打ち負かした末にクミンの母を結晶化してしまう。母を失ったクミンは自分も連れて行くようにハオに懇願する。
味魔王の配下「味四天王」と戦いつつ旅を続けるハオとクミンだが、精神・技術共に未だ未熟なハオは何度も打ちのめされ、時には病に倒れてしまう。しかし彼を想うクミンや謎の忍者料理人・味影の支援、かつて戦った美人料理人アニスとの再会などを経て成長していく。味四天王の紅一点・フォウとの戦いでトラウマを克服し、味魔王の技「活殺自在人業剣」を会得するハオだったが、フォウにクミンを攫われてしまう。
クミンを助けようと先走るハオを諌めるべく味影が立ち塞がるが、直後、近年の不作の元凶にして世界を喰らい尽くす異形「味魔神」の一部が襲い掛かる。味影と協力してこれを撃退したハオは味四天王最強にして実の兄であるレイと対決する。しかしレイは味影の正体であり、ハオを味魔神を倒す戦士に鍛え上げるべく悪を演じていたのだった。そして味魔王の真意も、味魔神の糧となる「白い髪の女」を封印することで味魔神の復活を遅らせることであった。
全てを知ったハオは父を超えるべく味魔王と対決する。勝負を制したハオに味魔王は称賛を送り、最高の料理人の証「天」の紋章を譲り渡した。しかし直後、クミンを取り込んで味魔神が完全復活を遂げる。味魔王は最終奥義を放ち、クミンと味魔神の感覚を切り離すもその代償で命を落とす。ハオはクミンを救い出し、二人の愛の力によって味魔神は滅びた。しかしハオも父の亡骸を運び出そうとして崩落の中に消えていった。各地の「白い髪の女」の封印は無事に解け、クミンやハオの母も回復する。そして数ヶ月後、クミンの元にハオが帰ってくるのだった。

## 登場人物

### 対戦モード使用可能キャラクター
ハオ・ロンイェン（好）
声 - 檜山修之
本作の主人公。20歳。実の父であり母の仇でもある味魔王を追って旅をしている。普段はクールに振る舞うが「料理は心」を信条とする熱血漢であり、様々な奥義と共に数々の絶品料理を生み出す。料理のみならず肉弾戦における戦闘能力も高い。一方、メンタル面は脆い部分があり、精神的に追い詰められる場面も多い。また、作中では一度風邪で寝込んでいる。色恋沙汰にも疎く、クミンには「料理以外はからっきしダメ」と言われる。超龍厨士であり、「炎」の紋章を持つ。第6話ではクミンの作った料理の解説を担当。
クミン・シャミー（珂旻）
声 - 田村ゆかり
本作のヒロイン。18歳。髪の一部が白い少女。病気の母の看護をしつつ実家の料理店「喜福采館」を切り盛りしていたが、味魔王に母を結晶化され、ハオの旅に同行することになる。料理は下手で、現在勉強中。ストーリーモードでは第6話で操作する機会があるが、食材を一品調理した時点で終了する。武器はおたま。料理対決で必殺技を放つと萌え系のイラストが入る。
旅を経てハオに恋心を抱くようになり、中盤からはよく「愛」を口にするようになる。終盤、フォウによって味魔王の本拠地に拉致され、味魔王から全ての真相を聞かされた。ハオと味魔王の戦いの後は味魔神によって取り込まれて一体化してしまうもハオによって救い出され、最後はハオと共に放った応愛你（オウ・アイ・ニー）で味魔神を倒した。戦いの後はアニスと味四天王を実家の店に料理人として迎える。スタッフロールでは髪は全て茶色になっていた。ウイキョウには「愛」の紋章の超龍厨師の資質を持つと推測されるが、作中では最後まで明確な描写は無い。
アニス・シャオチャ（愛猊絲）
声 - 三石琴乃
第二話と第六話の対戦相手。激辛調味料を使いこなす料理人で、「スパイシー・アニス」の通り名を持つ。19歳。「活火山麻婆豆腐」という激辛料理を得意とし、「スパイシー三連撃」という必殺技を持つ。己の腕に絶対の自信を持ち、「味魔王驚愕（味魔王もびっくり） 究極超飯店」という店を経営しているが、実際は名前を看板に使っているだけで味魔王には会ったことは無い。料理対決の機会が二度あり、食材は一度目は蟹。二度目は鰻。
ハオに敗れて以来、自身の未熟さを知り、彼を倒すために修行の旅に出る。その後、ハオに食べさせる薬膳料理の材料を探していたクミンと出会い、彼女の心意気に感心して勝負の名目で料理を教える。終盤にはレイとの戦いに乱入し、ハオを激励して背中を押した。戦いの後はクミンの店に勤めることになった模様で、自身の店については触れられない。自身もいつの間にかハオに好意を抱いていた模様で、クミンとは互いに恋のライバルと認め合うシーンがあり、エンディングではキスを迫っている。
レイ・ロンイェン（零）
声 - 鈴置洋孝
第九話の対戦相手。味四天王の一人で、ハオの実の兄。年齢は30歳前後。中華料理全般を得意とし、刀工の扱いでは右に出る者はいない。顎が長い。ハオとは仲のいい兄弟だったが、母がチャウダーに結晶化された事件を機に袂を分かつ。「絶」の紋章を持つ超龍厨士。料理対決での食材は鯛。味四天王の合体奥義「四聖獣疾風怒濤斬」では青龍を司る。しかし味影に変装中は一人で四聖獣を全て賄っていた。
父の真意を知った上で敢えてハオを焚きつける真似をし、その裏では味影としてハオを鍛える。チャウダーの態度には当初は異を唱えていたものの、すぐに意見を翻して従っていた。終盤、ハオとの戦いに敗れると自分にとどめを刺すように言うが、胸元に隠していた味影のマスクがはみ出ていたことでハオに真相を知られ、自身の作った料理（勝負中に一品も作っていなくても）を食べて感激したハオと和解する。戦いの後はフォウと結ばれる。当人との戦い以外にもハッカク戦で料理解説を担当する。
フォウ（藿）
声 - 瀧本富士子
第七話の対戦相手。味四天王の紅一点。年齢は25歳前後。薄味の料理を得意とし、盛り付け技術に長ける。「美」の紋章を持つ超龍厨士。レイに想いを寄せ、そのレイの愛を受けるハオに彼のせいではないと自覚しつつ憎しみの感情を抱く。料理対決での食材は馬肉。
後半、味魔王の情報提供と偽ってハオを誘い出し、事前にレイに貰った「ハオが馬肉料理にトラウマがある」という情報から馬肉料理対決に持ち込む。案の定、包丁を振れなくなったハオを圧倒するも、ハオを立ち上がらせた味影の姿からレイの真意に気付く。敗北後は勝負にも愛にも負けたと実感しながらもクミンを拉致して逃げ帰る。その後、嫌われ者を演じ続けるレイと、その愛を受けながら何も知らずに兄を憎むハオに業を煮やし、ハオに味影の正体とレイの真意を明かした。四聖獣疾風怒濤斬では朱雀を司る。戦いの後はレイと結ばれる。
ウイキョウ・トアル（茴香）
声 - 二又一成
第五話の対戦相手。味四天王の一人。年齢は30歳前後。薬膳料理を得意とし、あらゆる調味料を使いこなす。「知」の紋章を持つ超龍厨士。元々は人に料理を教えることを喜びとしていたが、現在では真の喜びとは人を思いのままに操ることだと語る。料理対決での食材は海老。
ケシの実を使った料理で人を操る「人操極楽参り」という奥義を持ち、村人を操ってクミンを襲わせる。ハオとの戦いでもその料理でクミンの心を奪ったり、匂いを嗅がせただけでハオの戦闘（調理）不能に追い込むなど苦しめるが、クミンの想いで復活したハオに敗れ、撤退する。戦いの後は他の四天王と同様にクミンの店に勤めることになるが、村人を操っていた件について追求されることは無かった。四聖獣疾風怒濤斬では白虎を司る。
ハッカク・マー・アル（八角）
声 - 長嶝高士
第四話の対戦相手。味四天王の一人。年齢は30歳前後。力任せの料理法を好み、特に麺料理を得意とする。ハオとは修行仲間でもあった。「力」の紋章を持つ超龍厨士。料理対決での食材は豚肉。対戦相手の中で唯一料理解説をしない。
ハオには「豚面」、味影には「木偶の坊」呼ばわりされるなど扱いが悪い。味魔王に負けて自信を喪失していたハオを叩きのめそうとしたが、味影の横槍で逃げられる。再戦時にはクミンを人質に取るも、それで片手を封じてしまったせいで必殺技「超絶爆活大進撃」が使えなくなり、そのまま立ち直ったハオに敗北。「弱い者いじめが大好き」「女の悲鳴はいいぜ」と語ってはいたが演技だった模様で、エンディングではハオと仲良さげにしている様子が見える。四聖獣疾風怒濤斬では玄武を司る。
味影（あじかげ）
声 - 鈴置洋孝
第八話の対戦相手。ハオの前に現れる自称「忍者料理人」。やたら大仰な立ち振る舞いと芝居が掛かった口調でハオを導く。逆さの状態で突然クミンの前に現れたり、ハオの頭の上に乗っていたりと神出鬼没。料理対決での食材は牛肉。
正体はレイ。ハオを鍛えるために変装して彼の前に現れていた。「影」の紋章を付けているが、超龍厨士の紋章に実際に「影」があるのかは不明。
味魔王（あじまおう） / チャウダー・ロンイェン
声 - 藤本譲
第三話と最終話の対戦相手。手段を選ばず白い髪の女を攫って行く組織の首領。しかしその正体は、和洋中全ての料理を極め、「天」の紋章を持つ超龍厨士にしてハオの実父。死んだ食材をも生かす「活殺自在人業剣」という奥義を持つ。作中の弁によると、100万人の弟子と4000の技を持つらしい。元々は人格者であったが、ある時を境に豹変して「味魔王」を名乗り、白い髪の女を探すために手段を選ばなくなる。料理対決での食材はスッポン。
実は味魔神の復活に最初に気付いた人間であり、その復活を遅らせるために各地の白い髪の女を封印する活動を行ないつつ、同時にハオを味魔神を倒せる戦士に育てるべく敢えて悪を演じていた。しかし味魔神の復活を「我らの悲願」と真相を知っているはずの四天王に語っていたり、真の目的には行き過ぎた悪事を各地で行わせていたりなど、その行動には矛盾が多い。ハオに説明をしなかったのはレイ曰く「頭に血が上ったハオでは説明しても聞かなかっただろうから」とのことだが、実際はハオは説明を求めており、自身は話そうとしたレイを止めて強引に話を打ち切っていた。
白い髪の女を封印するために命を削り続けたためその体は立つのもやっとなほどボロボロになっており、成長したハオと戦うことのみを生きる支えとしている。最終話にて全てを知ったハオに敗北し、自身の持つ「天」の紋章を譲ると共に親子の和解を果たす。しかし、人質としていたクミンも白い髪の女であったと失念して味魔神の復活を許してしまい、クミンと味魔神の接続を断つべく「最大慈悲無痛菩薩剣」を放つ。最期はハオの料理を口にし、「美味い…」と言い残して息を引き取る。
オヤジ
声 - 石森達幸
第一話に登場する店の店主。50歳。料理人歴35年で、煮込み料理が得意。気のいい店主だが血気盛んな性格で、最初はハオを味魔王の手下と勘違いしておたまで殴りかかった（箸で受け止められた）。白い髪の女を妻に持つが故にザコに店を襲われる。しびれ薬を盛られて窮地に陥るもハオに救われ、味魔王の弟子を名乗る料理人（アニス）の情報を教えた。本編中は戦う機会が無いが、対戦モードでは使用可能。
ザコ
声 - とべこーじ
第一話の対戦相手。名前通り、味魔王一味の下っ端。25歳前後。自称「無敵料理人」で、御飯ものが得意。オヤジの店を襲い、白い髪の女を連れ去ろうとしたがハオに敗れ、彼の料理の美味さのあまり廃人寸前になってしまう。終盤には台詞だけだが一度再登場し、回復したことが分かる。料理対決での食材は鶏肉。

### その他
ハオの母
声 - 瀧本富士子
ハオとレイの母であり、白い髪を持つ。病に臥せっていたが、チャウダーの料理を食べた途端に結晶に包まれ、生死不明の状態となる。戦いの後は結晶化から解放され、白かった髪も元の色に戻っていた。
クミンの母
声 - 岡本嘉子
クミンの母で白い髪の女性。ハオの母と外見がほぼ同じ。味魔王によって結晶に包まれる。戦いの後は結晶化から解放された。
客A、客B
声 - とべこーじ（客A）、細井治（客B）
オヤジの店の客。オヤジの料理を絶賛するが、アニスの店でも同じようなことを言っている。料理の感想が長い。
柳緑花紅（りゅうりょくかこう）
声 - なし
ハオの少年時代の愛馬。チャウダーから与えられ、ハオ自身も可愛がっていたのだが、ある日突然チャウダーによって屠殺されて食肉にされてしまう。チャウダーの意図は「料理人とは命を奪う罪深きもの」とハオに教えることであり、そのためにわざとハオに愛着を持たせ、最後に食肉とした柳緑花紅を自らの手で調理させようとしたのだが、結果としてただハオに馬肉料理に対するトラウマを植えつけただけであった。
味魔神（あじまじん）
声 - なし
味魔王が蘇らせようとしているとされる異形の巨人。白い髪の女の命を糧とし、料理の旨みをも吸い取る怪物であり、復活した暁には世界の全てを喰らい尽くすと言われている。その体も一種の食材であり、料理することでのみ滅ぼせるという。第8話ではその腕のみが現れてハオと味影に襲いかかるが、二人の放つ四聖獣疾風怒濤斬とハオが会得した活殺自在人業剣で撃退される。最終話では白い髪の女の寿命を十分に吸収できなかったことから、白い髪の女であるクミンを直接取り込んで不完全ながら復活を果たす。クミンと一体化しているため、攻撃するとクミンをも傷つける状態にあったが、味魔王が放った最大慈悲無痛菩薩剣でクミンとの接続が切れ、ハオの連続攻撃を食らって体の一部を調理され、それを食べたクミンが分離したことで融解。ハオとクミンが放った応愛你によってとどめを刺された。ストーリー上のラストボスに相当するが、プレイヤーが操作して戦う機会は無い。

## スタッフ
- 企画 - 新川宗平、北尾雄一郎、相川昌幸
- 脚本・料理解説 - 加藤直樹
- キャラクターデザイン - 森島剛
- 中国語訳 - 宋旻玲
- ディレクター - 北尾雄一郎、村井剛
- プロデューサー - 新川宗平

## 開発
元々は『やるドラ』のようなゲームを作ろうとしたが、絵のクオリティや枚数、予算などが全く足りず、それらを埋めるために様々な要素を織り交ぜた結果、全くの別作品となった。また、当時は会社の経営が芳しくなく、社運を賭けた一作『マール王国の人形姫』の発売を前に日本一ソフトウェアの名を知らしめようと、奇抜なアイデアと悪ノリを詰め込んだことによってこのような作品になったという。
新川は「スタッフ全員が真剣に作ったゲームだけど、いま振り返ると、やっぱり実力不足だった」としながらも、「日本一ソフトウェアのカラーが色濃く出ているタイトルであることは間違いない。もしかしたら、ディスガイアシリーズも『好』がなかったら存在していないかも知れない。そう考えると日本一ソフトウェアの歴史を語る上で欠かせないゲームの一つだよね」とも語っている。また、『マール王国』と同時製作だったが、『好』は夜に製作していたために深夜テンションのナチュラル・ハイだったと新川は回顧している。

## 沿革
新川によると、発売当時は「会社が無名だったことやインターネットが2015年現在ほど普及していなかったこともあって開発側が想定していたほどの反応はなかった」という。発売当時は1万本も売れなかったとのこと。しかし、10年以上経過してから動画投稿サイトなどで注目されたことをきっかけに、ゲームアーカイブス化や関連したキャンペーン、公式サイトの更新、コンテンツの配信などが行われた。ネット上での盛り上がりに関して新川は「笑わしてるではなく笑われてるだと思ってる」と答えており、メーカー側も開き直ったように以下のようなユーモラスな企画を催した。

### 日本一ソフトウェア過去タイトル投票キャンペーン
2015年4月1日に日本一ソフトウェアの歴代タイトルの投票が執り行われた。最も票を集めたタイトルをゲームアーカイブスで配信するという触れ込みだったが、「キャンペーンを盛り上げるためにソフトの人気、知名度などの様々な事情を考慮し、予め、タイトルごとにそれぞれ、ある程度の票を入れバランス調整を行う」とされており、結果として『炎の料理人クッキングファイター好』に80,000,000,007,607票が「投票」されたことで本作の配信が決定した。80兆という異様な数字は「ハオ」と「八百長」とかけてある（つまり真面目な投票ではなく、最初から配信が決定していた本作のために行われた所謂エイプリルフール企画）。同時に本作のカスタムテーマや壁紙も配信されている。

### 魂の嘘レビューバトルキャンペーン
2016年4月1日、発売から18年の時を経て公式サイトがリニューアルされ、その記念としてTwitterにて「『炎の料理人クッキングファイター好』レビューバトル☆キャンペーン！」が実施された。『好』のゲームについてのレビューの出来を競う企画だが、エイプリルフールということで「魂さえこもっていれば嘘でも未プレイでも受け付ける」というものになっており、実際はいかに面白いレビューが書けるかというキャンペーンであった。公式サイトのアクセス数は一週間で1万以上を記録し、200以上のレビューが投稿された。日本一ソフトウェアはこれを受け、同年4月8日よりPS Storeにて『炎の料理人クッキングファイター好』PS4用アバターパックの配信を開始した。レビューバトルの優秀作品には8,000,000ハオ（約4,050円相当）の肉が贈呈された。

### Steamにおけるリマスター版配信
2025年3月、突如としてSteamのストアページが公開され、リマスター版の発売が発表。同月27日に配信開始された。